# Lễ hội Dinh Cô
Lễ hội Dinh Cô là một lễ hội được tổ chức vào ngày 12 tháng 2 âm lịch tại thị trấn Long Hải, huyện Long Đất, tỉnh Bà Rịa Vũng Tàu. Đây là một lễ hội nước (lễ rước bằng tàu thuyền trên biển) có đông người tham dự. Ngày vía cô trở thành lễ hội lớn thu hút rất đông khách từ nhiều tỉnh thành khác đến. Các đội múa lân, dàn nhạc ngũ âm từ nhiều tỉnh Nam bộ đến góp vui. Các nghi lễ trong ngày hội: lễ cầu an tại chính điện vào đêm hôm trước. Bên ngoài diễn ra đêm hội hoa. Lễ rước vào sáng 12 trên hàng chục chiếc ghe thuyền trang hoàng lộng lẫy để cầu mong trời yên bể lặng, tôm cá đầy khoang.
Lễ hội Dinh Cô nằm trong hệ thống lễ hội thờ Mẫu - Nữ thần tiêu biểu của ngư dân Bà Rịa – Vũng Tàu. Nhưng đây không đơn thuần chỉ thờ Mẫu - Nữ thần mà là sự kết hợp của lễ hội Cầu Ngư với tục thờ cúng Thần biển (Bà Thủy Long, cá voi của người Chăm) và tín ngưỡng thờ Mẫu - Nữ thần của

## Lịch sử
Truyền thuyết kể lại rằng, có một cô gái tên là Lê Thị Hồng, quê quán ở Phan Rang. Cô là con gái duy nhất của ông Lê Văn Khương và bà Thạch Thị Hà. Thỉnh thoảng cô hay theo cha vào vùng Bà Rịa và Gò Công buôn bán. Cô rất yêu cảnh mến người và không muốn rời xa vùng đất phía Nam. Trong một lần vào Nam buôn bán, khi thuyền còn neo đậu tại vùng Mù U (Long Hải), cô không muốn rời khỏi đất này nên đã xin cha ở lại đây sinh sống lâu dài, nhưng người cha kiên quyết không bằng lòng nên buộc cô phải trở về quê hương cùng ông. Khi thuyền bắt đầu nhổ neo, người cha tìm mãi không thấy cô đâu. Sau ba ngày không tìm thấy cô ông buồn bã quay về quê nhà.
Vài hôm sau, xác cô trôi dạt vào Hòn Hang. Ngư dân Phước Hải chôn cất cô trên đồi cát gần nơi tìm thấy xác cô (đó là Mộ Cô bây giờ). Mộ của cô luôn được cát bồi đắp, cỏ không mọc được mà ngay bên cạnh một cây đa tươi tốt mọc nhanh như thổi che mát mộ Cô. Sau một thời gian vùng này có dịch bệnh, có rất nhiều người bị đau và chết. Trong khi dịch bệnh đang hoành hành thì có người nằm mơ thấy Cô báo mộng về giúp dân làng vượt qua khỏi dịch khí. Dân làng thấy vậy liền thắp hương cầu khấn cô, quả nhiên dịch bệnh qua khỏi. Sau sự việc ấy, có người đã xin bà con xây am thờ phụng để mong Cô sẽ độ trì dân làng làm ăn phát đạt và cuộc sống an lành. Hàng năm lễ hội Dinh Cô được ngư dân Long Hải tổ chức rất long trọng theo nghi thức cổ truyền vào 3 ngày từ 10 đến 12 tháng 2 âm lịch.

## Nghi thức

### Phần lễ
Trước ngày chánh lễ (mùng 10 và 11/2 âm lịch) có những đêm hội hoa đăng trên biển. Hàng vạn ghe thuyền kết hoa đăng rực rỡ đậu kín bên bờ biển, hướng mũi vào Dinh Cô. Từ ngày chánh lễ (12/2 âm lich), từ sáng sớm các ghe thuyền quay hướng ra biển làm lễ Dinh Cô. Một chiếc ghe của dân chài được coi là đi biển giỏi nhất trong năm được chọn dẫn đầu,trên có ngai, long vị Cô cùng các vị trong ban nghi lễ,các bô lão cao niên với lễ phục trang nghiêm và đội lân sư rồng. Đoàn ghe thuyền nối nhau ra khơi trong tiến trống vang trời. Đi khoảng 2-3 hải lý, nhắm chừng tới nơi Cô tử nạn ngày xưa, ông chánh bái bắt đầu nghi lễ rước Cô cùng các vị thần linh, ông bà tổ tiên cùng về dinh ăn giỗ.

### Phần hội
Trong 3 ngày nay ở lễ hội Dinh Cô, người địa phương và du khách sẽ thức thâu đêm,suốt sáng với những lễ hội đặc trưng như thả đèn hoa đăng,đánh trống,chiêng,đua thuyền và hát "bả trạo"
Trong ngày lễ. Dinh Cô được trang hoàng hết sức rực rỡ, trang nghiêm, có chăng đèn kết hoa. Các nhà trong vạn ghe đều đặt bàn hương, trên có nhang đèn, bánh trái, mâm xôi... ban đêm có treo đèn lồng. Các tàu thuyền của ngư phủ đều đậu ờ bến, mỗi chiếc đều treo đèn giấy nhiều màu, kết hoa từ mũi đến lái, kể cả cột buồm. Những chiếc thuyền ghe từ các làng cá như Long Hải, Phước Hải, Phước Tỉnh, Vũng Tàu và một số thuyền ghe từ miền Trung vào đều trở nên rộng lẫy. Vì thế, ban đêm ở đây hiện ra cảnh nhộn nhịp huy hoàng của hội hoa đăng. Thuyền ghe nào ở đây cũng hướng mũi vào trước Dinh Cô thực hiện nghi thức "Chầu Cô".
Khi đêm xuống những chiếc thuyền ghe chiếu sáng một góc trời. Ngư dân tin rằng khi thuyền của họ về chầu Cô, nếu trang trí đẹp cũng có nghĩa là bày tỏ lòng thành kính chân thành với Cô cùng với sự mong cầu Cô phù hộ, giúp đỡ cho thuyền ghe nhiều tôm cá. Chính từ quan niệm ấy cho nên tất cả các thuyền ghe đều thi đua trang trí thuyền ghe của mình sao cho đẹp nhất, tạo nên một vùng biển với hàng trăm chiếc ghe trang trí đủ màu sắc.
Một nghi thức khác xuất hiện trong lễ hội Nghinh Cô là lễ phóng sinh. Người ta mua chim để trong lồng và tổ chức thả chim ra, tương tự việc phóng sinh vào các ngày rằm hay mồng một mà nhân dân một số nơi vẫn làm.
Trong những ngày diễn ra lễ hội Nghinh Cô ở Bà Ria Vũng Tàu có các đoàn hát về diễn tuồng và hát bội. Các vở diễn cũng có nội dung giống như các vở diễn trong lễ Nghinh Cô. Ngoài ra, người ta còn tổ chức múa lân sư rồng, múa bông (mâm ngũ sắc, mâm vàng, mâm bạc) và các trò chơi dân gian khác như thi bắt cá, bắt lươn và các môn thi đua thuyền, đua thúng... Các trò chơi dân gian này thường thu hút đông đảo thanh niên ngư dân trong lòng tham gia. Vì vậy mà trò chơi này thường diễn ra rất hào hứng và sôi nổi vì sự cổ vũ nhiệt tình của người xem, giúp cho lễ hội thêm phần náo nhiệt và hấp dẫn.